# یو هیون-موک
یو هیون-موک (انگلیسی: Yu Hyun-mok; ۲ ژوئیهٔ ۱۹۲۵ – ۲۸ ژوئن ۲۰۰۹) کارگردان، تدوین‌گر و تهیه‌کننده فیلم اهل کره جنوبی بود. فیلمش، اوبالتان، از مهمترین آثار سینمای کره جنوبی به‌شمار می‌رود.